# Lunegarde
Lunegarde ist eine französische Gemeinde mit 94 Einwohnern (Stand 1. Januar 2022) im Département Lot in der Region Okzitanien. Sie gehört zum Arrondissement Gourdon und zum Kanton Causse et Vallées. Die Bewohner werden „Lunegardais“ oder „Lunegardaise“ genannt.
Nachbargemeinden sind Reilhac im Nordosten, Durbans im Südosten, die Commune nouvelle Cœur de Causse im Süden und Le Bastit im Westen.

## Bevölkerungsentwicklung
| Jahr      | 1962 | 1968 | 1975 | 1982 | 1990 | 1999 | 2005 | 2010 | 2018 |
| --------- | ---- | ---- | ---- | ---- | ---- | ---- | ---- | ---- | ---- |
| Einwohner | 85   | 81   | 72   | 63   | 64   | 73   | 69   | 90   | 99   |

## Sehenswürdigkeiten
- Die römisch-katholische Kirche Saint-Julien ist gotischen Ursprungs, wurde im 12./13. Jahrhundert errichtet und bis ins 17. Jahrhundert schrittweise erweitert. Seit dem 27. Februar 1991 ist sie als Monument historique[1] registriert.
- Schloss aus dem 18. Jahrhundert – Monument historique[2]
- Kriegerdenkmal zum Gedenken an während des Ersten Weltkriegs gefallene Personen

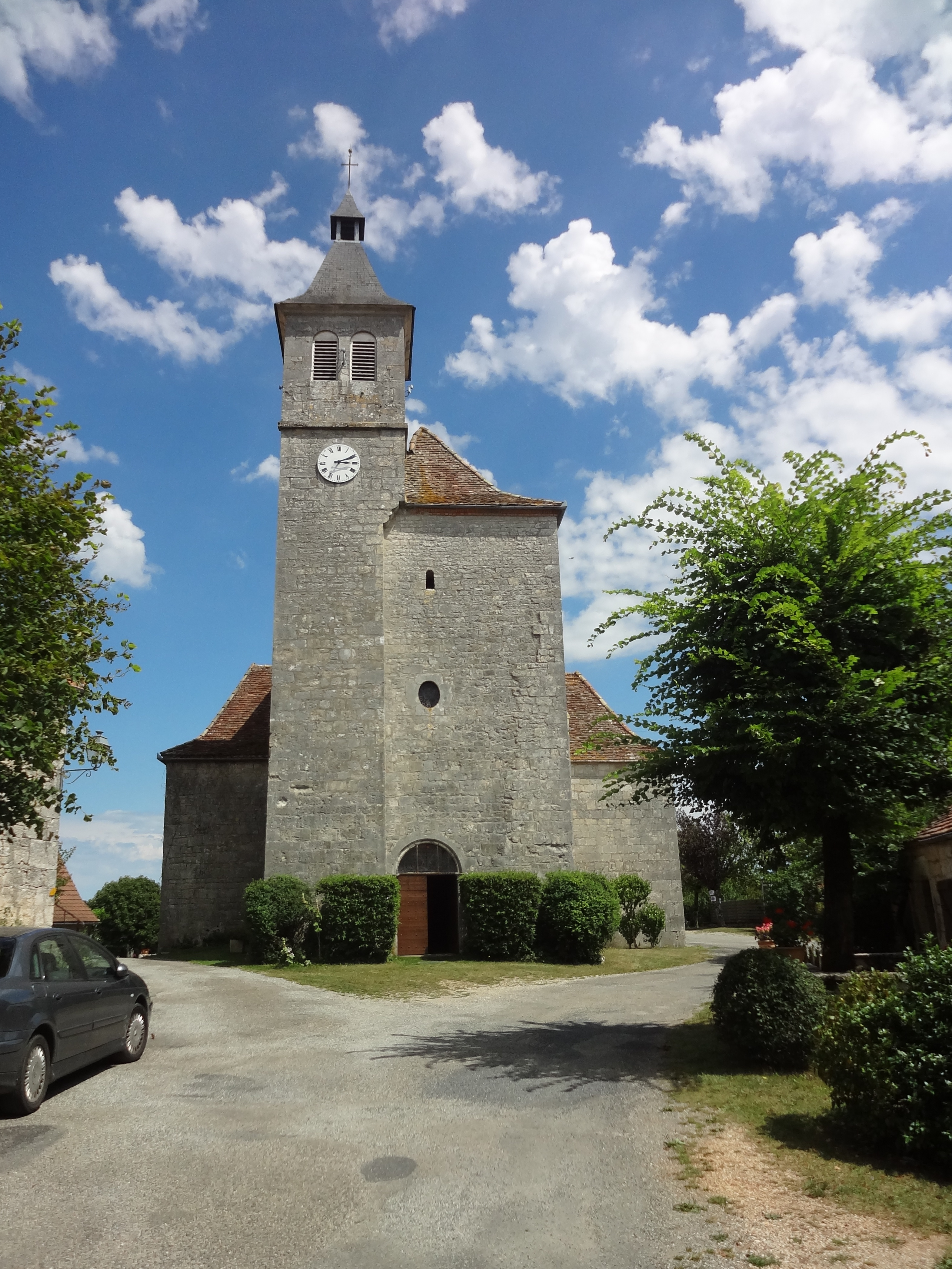
Kirche Saint-Julien
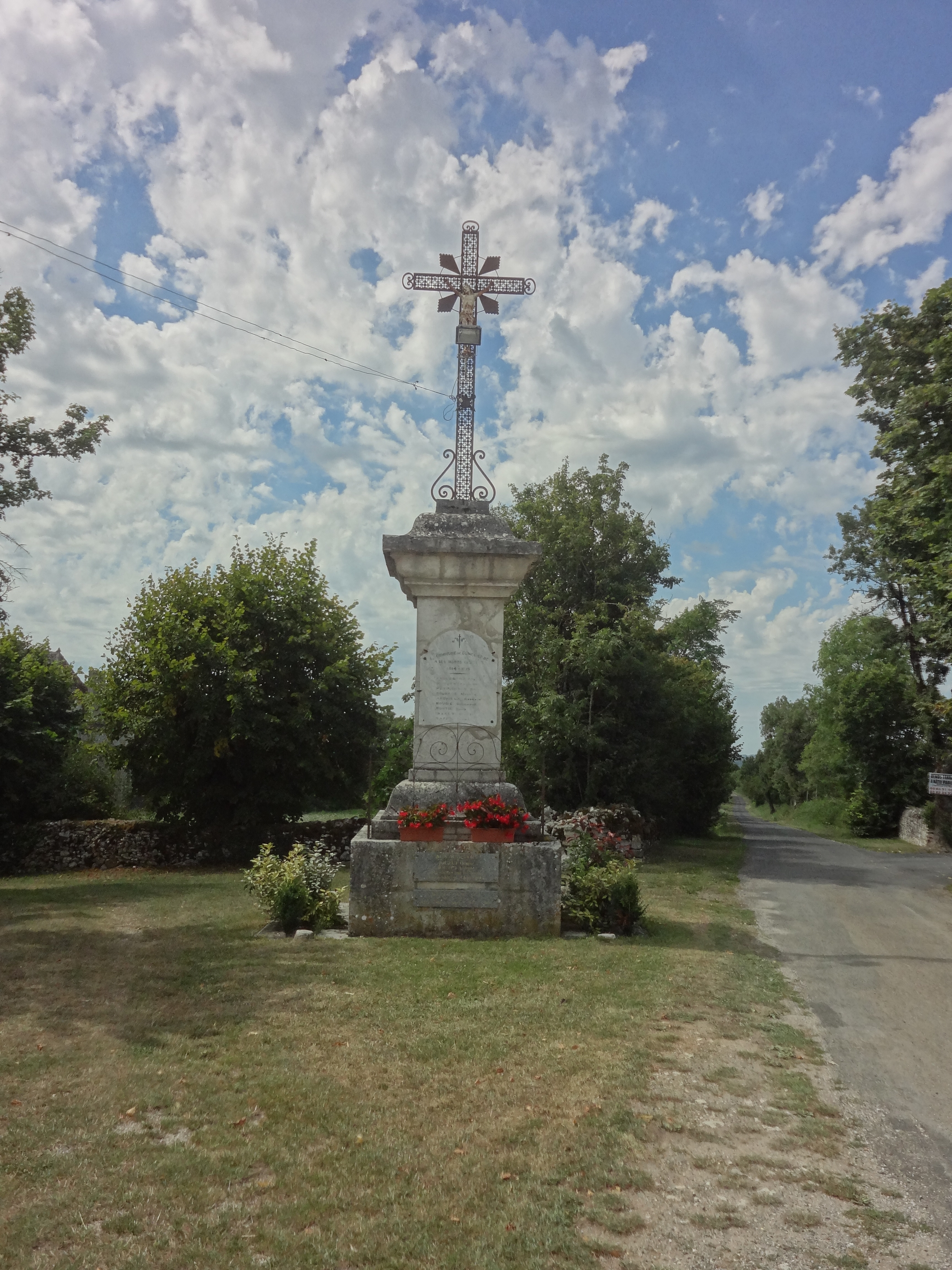
Kriegerdenkmal